# Antonio Vera Ramírez
Antonio Vera Ramírez, conegut sobretot pel seu pseudònim Lou Carrigan, (Barcelona, 2 de juliol de 1934 - 29 de juliol de 2024) és un prolífic escriptor català de novel·les policíaques, d'aventures, de terror i de ciència-ficció. És un representant típic del que als Estats Units es coneix com a dime novels o pulp. Ha utilitzat, entre d'altres, els pseudònims d’Angelo Antonioni, Crowley Farber, Lou Flanagan, Anthony Hamilton, Sol Harrison, Anthony Michaels, Anthony W. Rawer, Angela Windsor i Giselle (molts d'ells amb variacions del seu propi nom). Va ser reivindicat durant el pregó de les Festes de la Mercè de l'any 2016 per l'escriptor Javier Pérez Andújar. El seu germà Francisco Vera Ramírez (Barcelona, 8/2/1936 - Girona, 13/6/2019) també va escriure novel·les com Duncan M. Cody i Mortimer Cody.
Antonio Miguel de los Ángeles Custodios Vera Ramírez va néixer el 2 de juliol de 1934 a Barcelona, Catalunya. El 1953 va acabar els seus estudis de peritatge mercantil i va ingressar a la banca. Es va casar amb Pepita Rodero Forga l'any 1958, i va començar a escriure novel·les d'aventures. El 1959 va aparèixer el seu primer western: Un hombre busca a otro hombre, i va crear el seu pseudònim més famós Lou Carrigan. Al final de 1959, havia escrit ja sis novel·les d'aquest gènere, i a l'acabar 1960 eren ja 21. Avui dia la seva producció supera el miler de novel·les, de les quals ins cin fents pertanyen a la sèrie de la periodista i espia Brigitte Baby Montfort, que Vera va escriure des de 1965 fins a 1992 per a l'Editora Monterrey, de Rio de Janeiro.
L'any 1962 va deixar la banca per dedicar-se a escriure amb el pseudònim de Lou Carrigan. Els seus llibres han estat publicats per editorials com Bruguera, Ceres, Ediciones B, Manhattan, Petronio, Producciones Editoriales, Rollán, Salvat i Ediciones Vosa.
Set anys més tard, el director de cinema argentí León Klimovsky va dur a la pantalla gran una novel·la seva en una coproducció hispano-italiana amb el títol de No importa morir (Quel maledetto ponte sull'Elba en italià). Almenys quatre pel·lícules més estan basades en les seves novel·les i almenys en un film ha participat com a coguionista. Ha escrit així mateix alguns guions per a la televisió.
El 2015, Dlorean Edicions va començar a reeditar a Espanya les aventures de Brigitte Baby Montfort en volums recopilatoris, en una cuidada edició supervisada per Antonio Vera, amb textos i anotacions del mateix autor.